# Figueres
Figueres (catalansk udtale: [fiɣeɾəs], catalansk for figentræer) er en by i det nordøstlige Spanien.
42°16′N 2°57′Ø / 42.27°N 2.95°Ø